# Предраг Дабић
Предраг Дабић (Пеђа, Дабо; Горњи Милановац, 1966) српски је архитекта, најпознатији по свом бављењу музиком, као гитариста рок групе Бјесови.

## Биографија
Рођен је у Горњем Милановцу, где је завршио ОШ "Момчило Настасијевић" и техничку школу "Јован Жујовић" (некадашњу "Виктор Нешовић") Дипломирао је на Архитектонском факултету универзитета у Београду, а након дипломирања се запослио у ГП Градитељ из Горњег Милановца. Након пропасти Градитеља отворио је сопствени биро, где и данас ради.
Дабић је пре Бјесова свирао у неколико различитих горњомилановачких рок група, од којих је најпознатија била група „Чудна шума“. У Бјесове долази непосредно пред почетак снимања првог албума, након одласка Владимира Весовића. Остаје у групи као главни гитариста све до распуштања, у септембру 1997. Умногоме је одредио звук групе својим хард рок - блуз начином свирања који обухвата доста ослањања на микрофоније, као и на импровизоване солаже (соло у песми "Гавран"). Након распуштања Бјесова, престао је да се активно бави музиком.

## Инструменти
Пре рада са Бјесовима користио је Јолану Специјал. Након ње, средином осамдесетих, купује Squier JV Stratocaster, који користи за снимање првог албума Бјесова, све до 1992. године, када почиње да користи Ibanez 2350, јапанску копију Gibson Les Paul Custom гитаре. Користи је за снимање другог албума Бјесова, као и позајмљени Fender Contemporary Stratocaster. По изласку другог албума, између 1993. и 1994. године почиње да користи Gibson SG Standard из 1982. све до краја своје активности у Бјесовима почетком 1997. године.
Осим горенаведених гитара, такође је користио и Peavey Razer гитару, која се може чути на првом албуму, на песми "Жеља".
Од педала је користио BOSS SD-1, а на трећем албуму су такође коришћене BOSS DD-3 и Dunlop CryBaby Wah Wah педале.
Током целе музичке каријере користио је Marshall JMP50 Combo појачало.

## Дискографија
- „У освит задњег дана“ (Sound Galaxy, 1991)
- „Бјесови“ (ITMM, 1994)
- „Све што видим и све што знам“ (Metropolis Records, 1997)